# Семиглазов, Владимир Фёдорович
Владимир Фёдорович Семиглазов (род. 16 сентября 1941, Уржум, Кировская область) — советский и российский онколог, заведующий научным отделом опухолей органов репродуктивной системы, заведующий научным отделением — главный научный сотрудник научного отделения опухолей молочной железы ФГБУ «НИИ онкологии им. Н. Н. Петрова» Минздрава России, профессор кафедры онкологии Северо-Западного государственного медицинского университета имени И. И. Мечникова, член-корреспондент РАН, Заслуженный деятель науки Российской Федерации, Отличник Здравоохранения.

## Биография
Родился 16 сентября 1941 г. в г. Уржуме Кировской области в рабочей семье.
В 1959 г. окончил с отличием среднюю школу в г. Уржуме.
В 1965 г. с отличием окончил 1-й Ленинградский медицинский институт им. акад. И. П. Павлова.
Учителем В. Ф. Семиглазова был Семён Абрамович Холдин — онколог, хирург, «правая рука» Николая Николаевича Петрова, основоположника российской онкологии.
В 1965—1967 гг. обучался в ординатуре НИИ онкологии им. Н. Н. Петрова.
С 1967 по 1970 г. обучался в аспирантуре НИИ онкологии.
В 1970 г. защитил кандидатскую диссертацию «Связь клинических проявлений рака молочной железы с его морфологической структурой».
В 1980 г. защитил докторскую диссертацию «Значение клинико-патогенетических особенностей рака молочной железы в обосновании лечения и прогноза».
C 1980 г. — руководитель, а затем научный руководитель отделения опухолей молочной железы НИИ онкологии им. Н. Н. Петрова.
С 1984 по 1990 г. — заместитель директора НИИ онкологии им. Н. Н. Петрова по научной работе.
С 1985 по 2005 г. возглавлял научную работу Центра ВОЗ (Женева) по изучению опухолей молочной железы.
В 1987 г. — присвоено учёное звание профессор.
В 2000 г. избран членом-корреспондентом Российской Академии медицинских наук.
С 2005 по 2009 г. — директор НИИ онкологии им. Н. Н. Петрова.
С 2005 г. — член экспертной группы Сан-Галлена по разработке мировых стандартов лечения опухолей молочной железы (Швейцария), единственный представитель России, стран СНГ и Восточной Европы.
С 2011 г. возглавляет научный отдел опухолей органов репродуктивной системы НИИ онкологии им. Н. Н. Петрова.
В 2014 г. в связи со слиянием РАМН И РАН получил статус члена-корреспондента РАН.
Практикующий хирург-маммолог, выполнивший около 6000 операций на молочной железе (данные на 2016 г.): обширных, органосохраняющих, реконструктивных. Активно оперирует и по настоящее время.

## Семья
Владимир Федорович Семиглазов — основатель династии врачей.
Старший сын — Владислав Владимирович Семиглазов — врач-онколог, доктор медицинских наук, профессор, заведующий кафедрой онкологии Первого медицинского университета им. акад. И. П. Павлова.
Младший сын — Фёдор Владимирович Семиглазов, врач-стоматолог.
Медицинское поприще выбрали для себя и обе невестки В. Ф. Семиглазова. Старшая — Татьяна Юрьевна Семиглазова, врач-онколог, доктор медицинских наук, заведующий научным отделом инновационных методов терапевтической онкологии и реабилитации НИИ онкологии им. Н. Н. Петрова. Младшая невестка — Александра Владимировна Смирнова, врач-стоматолог.
В. Ф. Семиглазов воспитывает шестерых внуков.

## Научный вклад
Автор двух научных открытий: «Закономерность образования патогенетических форм рака молочной железы в зависимости от патологических изменений организма человека» и «Закономерность уменьшения 5а-дигидротестостерона и 17р-этрадиола у мужчин с частичным возрастным андрогенным дефицитом и доброкачественной гиперплазией предстательной железы при изменении уровня тестостерона в плазме крови».
По заданию Центра рака ВОЗ возглавляемый В. Ф. Семиглазовым коллектив провел многолетнее (1985—2005) исследование, включавшее обследование 120 тыс. женщин. В нём была дана оценка наиболее эффективным методам скрининга, снижающим смертность от рака молочной железы, а также доказана неэффективность самообследования в качестве метода раннего выявления рака молочной железы.
Основные направления научной деятельности:
- патогенетические подтипы рака молочной железы в планировании системного лечения (химио-гормонотерапии, таргетной терапии, иммунотерапии).
- разработка и совершенствование методов органосохраняющего хирургического лечения больных злокачественными новообразованиями молочной железы[6].

Доказал целесообразность применения неоадъювантной терапии — предоперационной системной химио- и/или гормоно- и/или таргетной терапии, уменьшающей размеры опухоли, убирающей метастазы и, таким образом, переводящей неоперабельные формы рака в операбельные.
Научный коллектив НИИ онкологии им. Н. Н. Петрова под руководством В. Ф. Семиглазова разработал методику неоадъювантной гормонотерапии рака молочной железы — эффективной и нетоксичной методики лечения пациенток в постменапаузе. Также им разработана модель проведения клинических исследований любых лекарственных препаратов для неоадъювантного лечения опухолей молочной железы, позволяющая проводить их на небольших группах пациентов — до 300 человек, существенно сократив сроки проведения исследований — до 4-х месяцев. Таким образом, значительно уменьшаются сроки разработки современных эффективных лекарств.
В. Ф. Семиглазов создал школу онкологов. Под его руководством подготовлено 25 докторов медицинских наук и 56 кандидатов медицинских наук, работающих в Российской Федерации и за рубежом. Он автор более 400 научных работ, в том числе более 14 книг: монографий и учебно-методических пособий.

## Награды

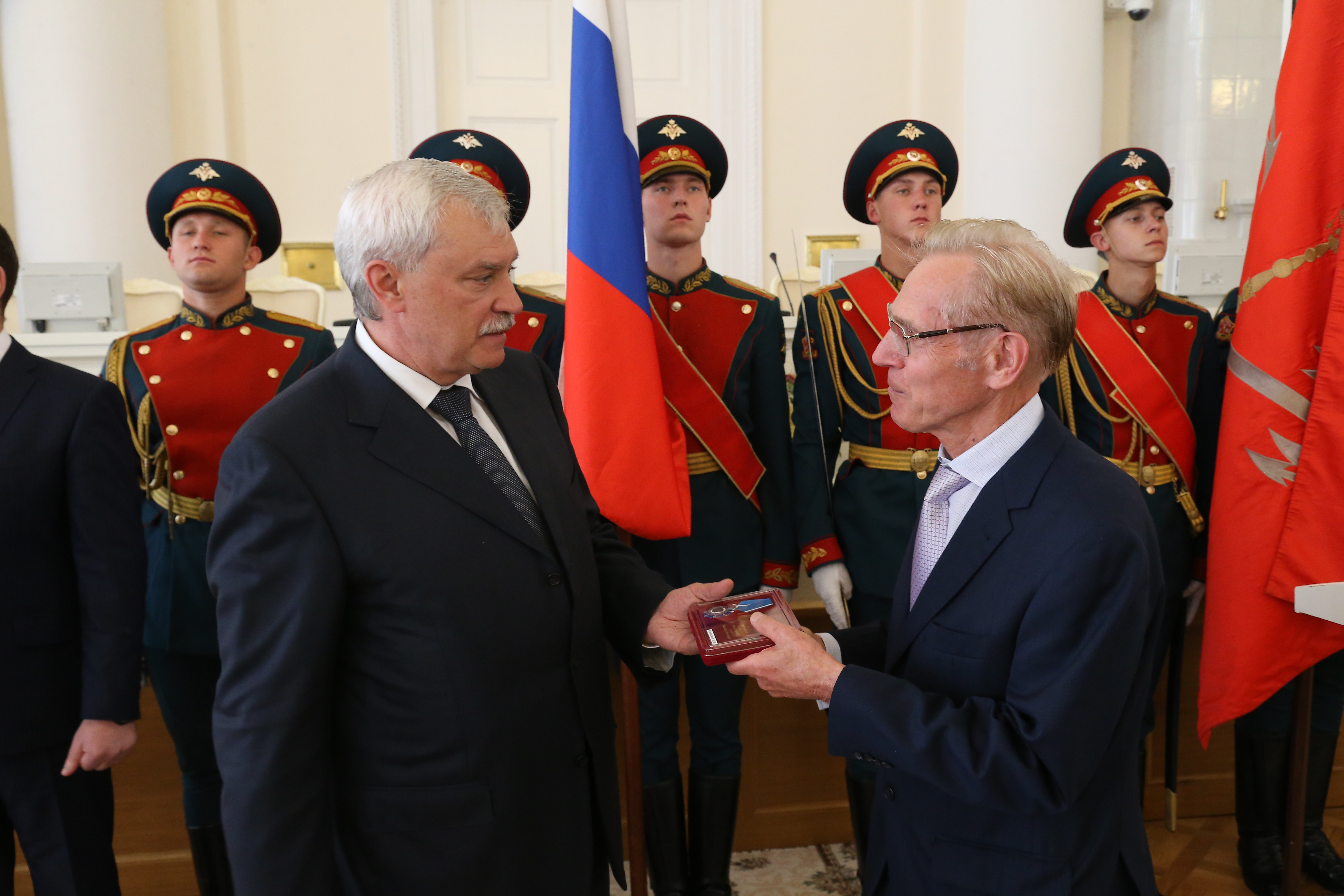
Награждение губернатором Санкт-Петербурга Г. С. Полтавченко проф. В. Ф. Семиглазова Орденом Почета

- 1983 г. — нагрудный знак «Отличнику здравоохранения».
- 1994 г. — премия им. Н. Н. Петрова РАМН.
- 1997 г. — медаль им. ак. Капицы «Автору научного открытия».
- 2001 г. — медаль им. ак. Капицы «Автору научного открытия».
- 2003 г. — серебряная медаль Кембриджского университета.
- 2003 г. — Указом Президента Российской Федерации присвоено звание «Заслуженный деятель науки Российской Федерации»[7].
- 2007 г. — золотая медаль им. акад. И. П. Павлова «За вклад в развитие медицины и здравоохранения».
- 2007 г. — золотая медаль Оксфордского университета «За выдающийся вклад в исследования эффективного лечения опухолей молочной железы».
- 2015 г. — Указом Президента Российской Федерации награждён орденом Почета[8].
- 2016 г. — Медаль «За заслуги перед отечественным здравоохранением».

## Участие в деятельности профессиональных сообществ
- Президент Российского общества онкомаммологов (РООМ)[9]
- Председатель Санкт-Петербургского научного общества онкологов[10].
- Член европейских обществ хирургической и медицинской онкологии (ESSO, ESMO)[11].
- Член Американского общества клинической онкологии(ASCO).
- Член хирургических секций EUSOMA, EORTC.
- Почетный член Общества хирургов Калифорнии (США).
- Член редколлегий журналов: «Вопросы онкологии», «Медицинский академический журнал», «The Breast», «European Journal Of Epidemiology», «Cancer Strategy», «Mammology», «International Journal of Surgery», «Креативная хирургия и онкология». Главный редактор издания «Опухоли женской репродуктивной системы»[12].

## Труды
- Семиглазов В. Ф., Веснин А. Г. Моисеенко В. М. Минимальный рак молочной железы : профилактика, выявление, лечение. — М.; СПб. : Гиппократ, 1992. — 240 с. — ISBN 5-8232-0047-1.
- Семиглазов В. Ф. Хирургическое лечение рака молочной железы (история и современность)  // Практическая онкология: операбельный рак молочной железы. — 2002. — Т.3, № 1. — с. 21—28. — М.: rosoncoweb: интернет портал российского общества клинической онкологии в составе проекта onkology.ru. URL: http://www.rosoncoweb.ru/library/journals/practical_oncology/arh009/04.pdf  (дата обращения 09.09.2016).
- Семиглазов В. Ф., Семиглазов В. В., Клетсель А. Е. Неоадъювантное и адъювантное лечение рака молочной железы: [учеб. пособие для системы послевуз. проф. образования врачей]. — М.: Мед. информ. агентство, 2008. — 287 с. — ISBN 5-89481-571-1.
- Рак молочной железы / В. В. Семиглазов, Э. Э. Топузов; под ред. В. Ф. Семиглазова. — М. : МЕДпресс-информ, 2009. — 172 с. — ISBN 5-98322-485-9.
- Семиглазов В. Ф., Семиглазов В. В., Дашян Г. А. Обоснование международных стандартов лечения операбельных форм рака молочной железы, (Сан-Галлен, 2009) : пособие для врачей: [по материалам междунар. конф.] — СПб. : Профессионал, 2009. — 55 с. — ISBN 978-5-91259-037-5.
- Семиглазов В. Ф., Семиглазов В. В., Дашян Г. А. Эндокринотерапия раннего рака молочной железы: руководство. — М. : МЕДпресс-информ, 2011. — 92 с. — ISBN 978-5-98322-749-1.
- Захарова Н. А., Семиглазов В. Ф., Duffy S. W. Скрининг рака молочной железы: проблемы и решения. — М. : ГЭОТАР-Медиа, 2011. — 175 с. — ISBN 978-5-9704-2126-0.
- Семиглазов В. Ф., Семиглазов В. В., Манихас А. Г. Рак молочной железы. Химиотерапия и таргетная терапия. — М. : МЕДпресс-информ, 2012. — 359 с. — ISBN 978-5-98322-796-5.
- Неоадъювантная системная терапия рака молочной железы : руководство для врачей / В. Ф. Семиглазов, А. Г. Манихас, Т. Ю. Семиглазова [и др.]. — СПб.: Аграф+, 2012. — 109 с. — ISBN 978-5-9529-0046-2.
- Семиглазов В. Ф., Семиглазов В. В., Дашян Г. А. Общие стандарты лечения рака молочной железы, основанные на определении биологических подтипов : рук-во для врачей. — М. : Медиа Медика, 2011. — 82 с. — ISBN 978-5-905305-02-3.
- Опухоли репродуктивной системы : клинические рекомендации по диагностике и лечению рака молочной железы / В. Ф. Семиглазов, Р. М. Палтуев, Т. Ю. Семиглазова [и др.]. — СПб : [б. и.], 2012. — 236 с. — ISBN 978-5-9901191-9-2.
- Семиглазов В. Ф. В марте 2013 г. будут приняты новые международные стандарты лечения рака молочной железы  // Эффективная фармакотерапия. Онкология, Гематология и Радиология. — 2013. — № 1 (6). — М.: Umadp: медицинский портал для врачей. URL: http://umedp.ru/articles/professor_vf_semiglazov_v_marte_2013_g_budut_prinyaty_novye_mezhdunarodnye_standarty_lecheniya_raka_.html (дата обращения 09.09.2016).
- Черенков В. Г., Семиглазов В. Ф. Рак молочной железы: как снизить риск и сохранить грудь. — М. : Специальное Издательство медицинских книг, 2014. — 191 с. — ISBN 978-5-91894-042-6.
- Семиглазов В. Ф., Семиглазов В. В. Рак молочной железы: биология, местное и системное лечение. — М. : Специальное Издательство медицинских книг, 2014. — 347 с. — ISBN 978-5-91894-038-9.